# Nikolaj Ehlers
Nikolaj Ehlers (Aalborg, Dinamarca, 14 de febrero de 1996), apodado Fly, The Great Dane o Danish Dash, entre otros, es un jugador profesional danés de hockey sobre hielo que se desempeña en la posición de extremo izquierdo en Winnipeg Jets, equipo de la National Hockey League (NHL).

## Carrera
Fue seleccionado en la primera ronda en la NHL Entry Draft de 2014. En 2015 hizo su debut profesional con el equipo Winnipeg Jets, donde lleva jugando nueve temporadas.